# Barville (Eure)
Barville ist eine französische Gemeinde mit 85 Einwohnern (Stand 1. Januar 2022) im Département Eure in der Region Normandie (vor 2016 Haute-Normandie). Sie gehört zum Arrondissement Bernay und zum Kanton Beuzeville. Die Einwohner werden Barvillais genannt.

## Geografie
Barville liegt etwa 13 Kilometer nordwestlich von Bernay und etwa 25 Kilometer östlich von Lisieux in der Landschaft Lieuvin. Umgeben wird Barville von den Nachbargemeinden Saint-Aubin-de-Scellon im Norden, Folleville im Osten, Duranville im Südosten und Süden sowie Fontaine-la-Louvet im Südwesten und Westen.

## Bevölkerungsentwicklung
| Jahr                       | 1962 | 1968 | 1975 | 1982 | 1990 | 1999 | 2006 | 2013 | 2020 |
| Einwohner                  | 45   | 52   | 47   | 50   | 59   | 61   | 72   | 60   | 82   |
| Quellen: Cassini und INSEE |      |      |      |      |      |      |      |      |      |

## Sehenswürdigkeiten
- Kirche Notre-Dame aus dem 12. Jahrhundert, Umbauten aus dem 16./17. Jahrhundert
- Herrenhaus aus dem 16. Jahrhundert, Monument historique seit 1933
- früherer deutscher Flugplatz (aus dem Zweiten Weltkrieg)
- Alliierter Soldatenfriedhof

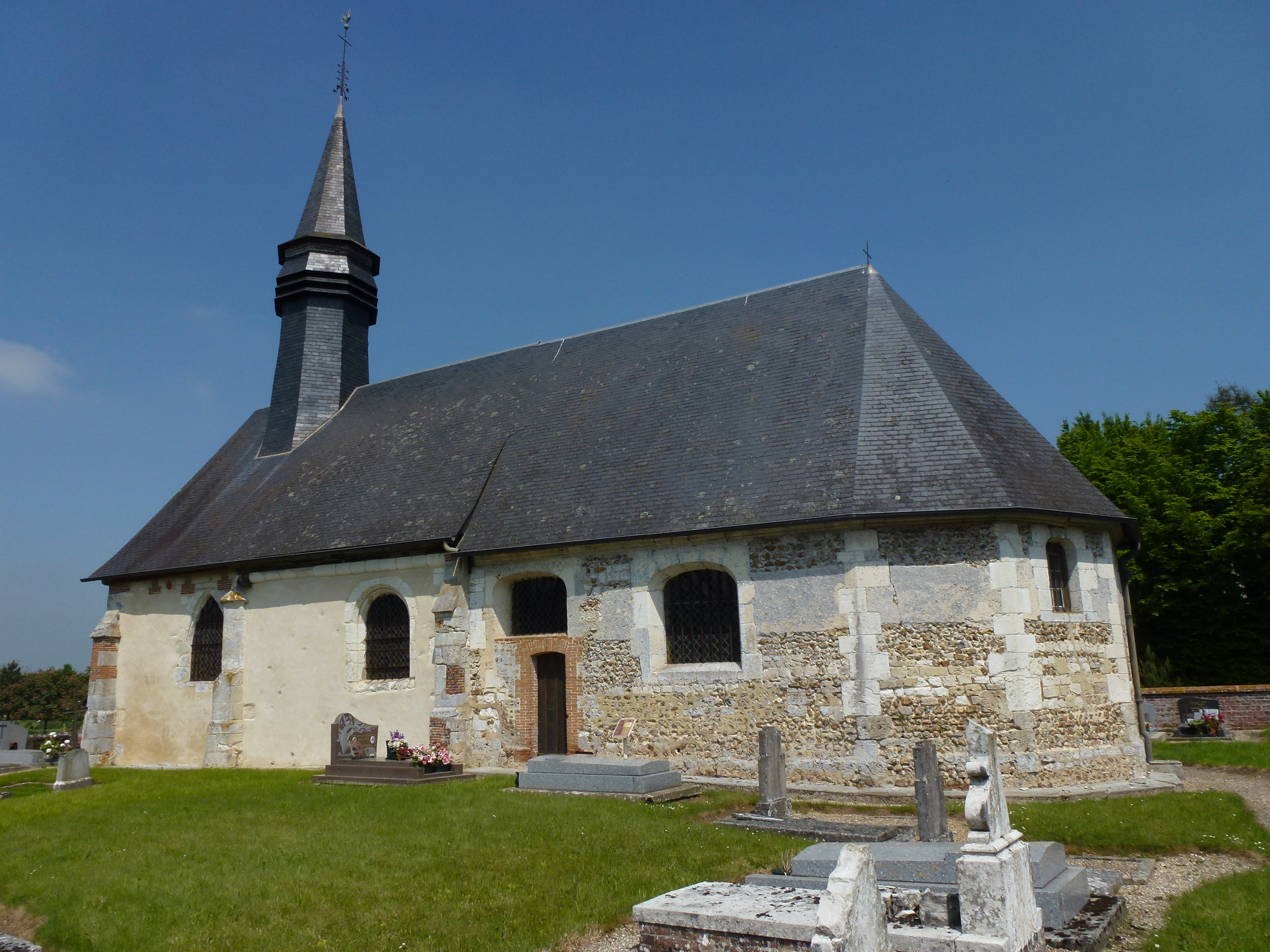
Kirche Notre-Dame
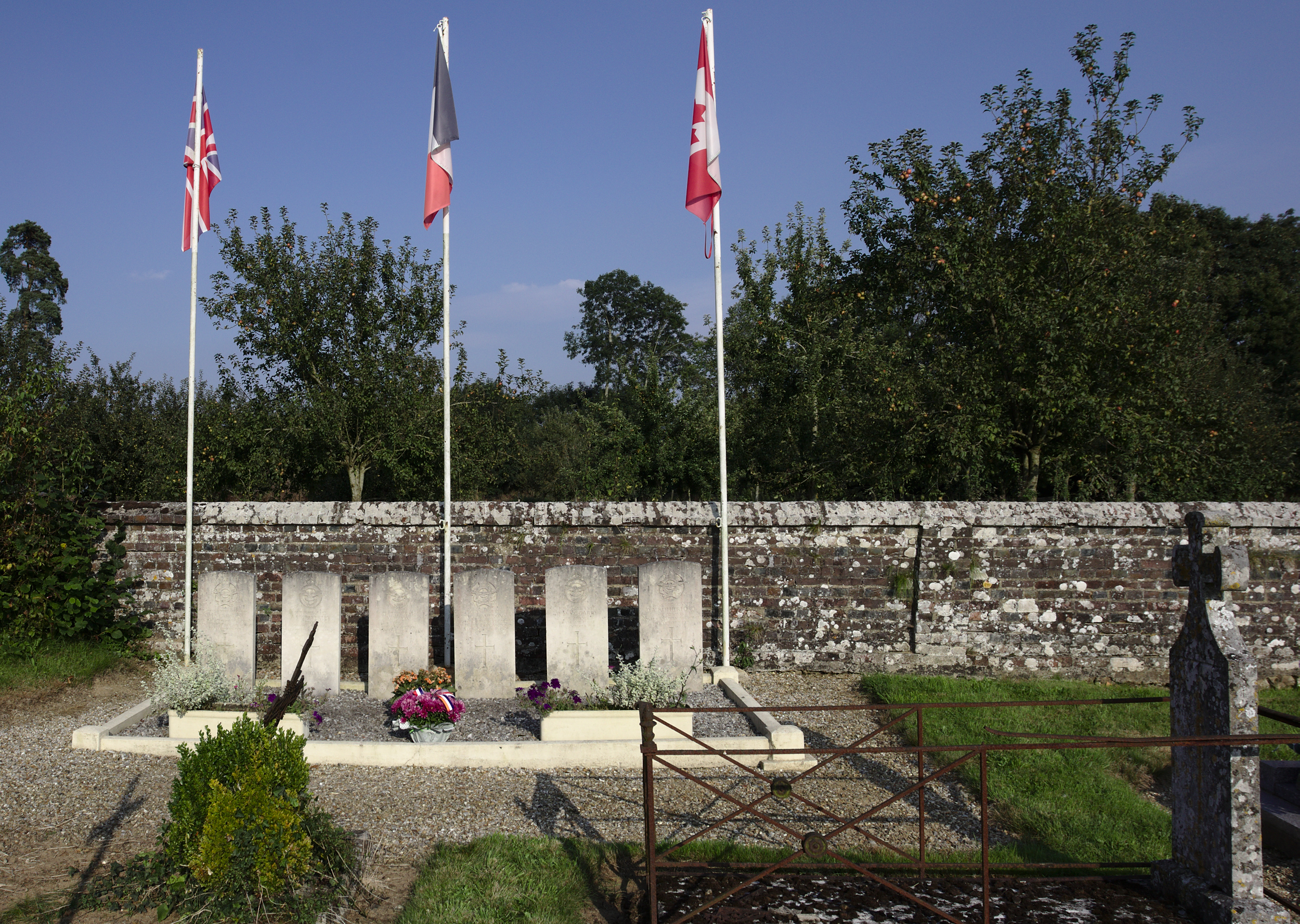
Soldatenfriedhof der Alliierten